# Premi Goya 2021
La cerimonia di premiazione della 35ª edizione dei Premi Goya si è tenuta il 6 marzo 2021 al Teatro del Soho a Malaga ed è stata presentata da Antonio Banderas e María Casado.
A causa della Tempesta Filomena le nomination sono state annunciate il 18 gennaio 2021. Il film che ha ottenuto più nomination è Adú (regia di Salvador Calvo), candidato 13 volte e 4 volte vincitore.

## Vincitori e candidati
I vincitori sono indicati in grassetto, a seguire gli altri candidati. Sono indicati i titoli spagnoli.

### Miglior film
- Las niñas, regia di Pilar Palomero[6][7]
  - La boda de Rosa, regia di Icíar Bollaín
  - Sentimental, regia di Cesc Gay
  - Adú, regia di Salvador Calvo
  - Ane, regia di David Pérez Sañudo

### Miglior regista
- Adú, regia di Salvador Calvo
  - Baby, regia di Juanma Bajo Ulloa
  - La boda de Rosa, regia di Icíar Bollaín
  - Nieva en Benidorm, regia di Isabel Coixet

### Miglior attore protagonista
- Mario Casas - No matarás
  - Javier Cámara – Sentimental
  - Ernesto Alterio – Un mundo normal
  - David Verdaguer – Uno para todos

### Miglior attrice protagonista
- Patricia López Arnaiz – Ane
  - Amaia Aberasturi – Akelarre
  - Kiti Mánver – El inconveniente
  - Candela Peña – La boda de Rosa

### Miglior attore non protagonista
- Alberto San Juan - Sentimental
  - Álvaro Cervantes – Adú
  - Sergi López – La boda de Rosa
  - Juan Diego Botto – Los europeos

### Miglior attrice non protagonista
- Nathalie Poza – La boda de Rosa
  - Juana Acosta - El inconveniente
  - Verónica Echegui - Explota explota
  - Natalia de Molina - Las niñas

### Miglior attore rivelazione
- Adam Nourou – Adú
  - Chema del Barco – El plan
  - Matías Janick - Storie pazzesche
  - Fernando Valdivielso – No matarás